# 4 (musikalbum)
4 är den amerikanska rockgruppen Foreigners fjärde studioalbum, utgivet 1981. Det innehöll hitar som "Urgent", "Waiting for a Girl Like You" och "Juke Box Hero" och blev etta på Billboards albumlista.

## Låtlista
Samtliga låtar skrivna av Lou Gramm och Mick Jones, om annat inte anges.
1. "Night Life" - 3:11
2. "Juke Box Hero" - 4:29
3. "Break It Up" (Mick Jones) - 3:48
4. "Waiting for a Girl Like You" - 4:11
5. "Luanne" - 3:48
6. "Urgent" (Mick Jones) - 4:51
7. "I'm Gonna Win" (Mick Jones) - 4:18
8. "Woman in Black" (Mick Jones) - 4:42
9. "Girl on the Moon" - 3:49
10. "Don't Let Go" - 4:49